# İnanlı, Kilis
İnanlı là một xã thuộc thành phố Kilis, tỉnh Kilis, Thổ Nhĩ Kỳ. Dân số thời điểm năm 2010 là 98 người.